# Подрвінув
Подрвінув (пол. Podrwinów) — село в Польщі, у гміні Келчиґлув Паєнчанського повіту Лодзинського воєводства.
Населення — 69 осіб (2011).
У 1975-1998 роках село належало до Серадзького воєводства.

## Демографія
Демографічна структура станом на 31 березня 2011 року:
|          | Загалом | Допрацездатний вік | Працездатний вік | Постпрацездатний вік |
| -------- | ------- | ------------------ | ---------------- | -------------------- |
| Чоловіки | 36      | 9                  | 21               | 6                    |
| Жінки    | 33      | 8                  | 17               | 8                    |
| Разом    | 69      | 17                 | 38               | 14                   |